# Карбышевы
Карбышевы (Корбышевы) — русский дворянский род.
Переселился из Великого княжества Литовского в 1397 в город Новгород, в свите князя Александра Патрикеевича Звенигородского (родоначальника Голицыных и др.). Опричник Ивана Грозного (1573) Семейка Карбышев. Алексей Семёнович Карбышев шатерничий царя Михаила Фёдоровича (1628). Род пресёкся в начале XVIII века.
При подаче документов (01 сентября 1686), для внесения рода в Бархатную книгу, была предоставлена родословная роспись Карбышевых и документы (см. раздел Геральдика).
Существовавший позднее род Карбышевых — из сибирских казаков.

## Геральдика
В числе высочайше пожалованных герба Карбышевых нет. Известна печать Карбышевых, с польским гербом Кердея.
Герб Карбышевых принадлежит к числу ранних русских гербов. В конце 1686 года его описание (без рисунка) было представлено в Палату родословных дел в числе доказательств, обосновывающих право семьи на внесение в родословную книгу. При этом представители рода ссылались на польский гербовник «Орбис Полонус» и указывали, что пользуются венгерским гербом, схожим с Гоздовой. Окружавшие гербовый щит три булавы и лилии в поле трактовались ими, как указание на доблести предков и символы победителей, причем первые означали «воинское сердце, силу и умение воинственника», а вторые — «чистоту сердца к отечеству, царю и роду». Память Палаты родословных дел в Посольский приказ с просьбой о выписке из «Орбиса Полонуса» о Карбышевых от 30 декабря 1686 года. Ответ посольского приказа от 25 января 1687 года с приложением выписки из «Орбиса Полонуса» о Карбышевых.

## Известные представители
- Карбышев Алексей Семёнович - шатёрничий (1627-1629).
- Карбышев Андрей Алексеевич - шатёрничий (1640), московский дворянин (1658-1668), походный московский дворянин царицы Натальи Кирилловны (1676-1677).
- Карбышев Семён Алексеевич - стряпчий (1658), московский дворянин (1668-1677).
- Карбышев Василий Савельевич - стряпчий (1676), стольник (1678), московский дворянин (1679), стольник (1686-1692).
- Карбышев Никита Семёнович - стольник (1692)[5].